# Ormes (Marne)
Ormes település Franciaországban, Marne megyében. Lakosainak száma 537 fő (2022. január 1.). Ormes Thillois, Coulommes-la-Montagne, Les Mesneux, Pargny-lès-Reims, Tinqueux és Vrigny községekkel határos.

## Népesség
A település népességének változása:
| Lakosok száma | 214  | 320  | 348  | 440  | 460  | 447  | 436  | 446  | 460  | 537  |
|               | 1968 | 1982 | 1990 | 2006 | 2013 | 2015 | 2017 | 2019 | 2020 | 2022 |